# Stanisław Jan Filipowicz
Stanisław Jan Filipowicz lub Filipowitz (ur. ok. 1690, zm. 2 lipca 1760 w Krakowie) – profesor matematyki, astronomii, przysięgły geometra, rektor Akademii Krakowskiej.

## Życiorys
Ukończył Akademię Krakowską w 1713 w zakresie sztuk wyzwolonych. Jako matematyk i astronom pracował będąc wykładowcą oddelegowany do Akademii Lubrańskiego w Poznaniu. Po powrocie do Krakowa przez 12 lat był prokuratorem (zarządcą) dóbr uniwersyteckich, 10-krotnie powierzano mu funkcję rektora uczelni. Jako rektor wydał instrukcję nauczania w szkołach parafialnych podległych Akademii. Był dziekanem kościoła św. Floriana w Krakowie, kanonikiem kurzelowskim, proboszczem w Przemykowie i Igołomi. Za sumę 20 tysięcy złp. założył kapelę przy akademickim kościele św. Anny w Krakowie. Został pochowany w kościele św. Floriana w Krakowie.